# ミス・ターゲット
『ミス・ターゲット』は、2024年4月21日から6月16日まで、テレビ朝日系列で毎週日曜22時 - 22時54分に全9話が放送された、朝日放送テレビ制作のテレビドラマ。主演は全国ネット地上波連続ドラマ初主演となる松本まりか。
脚本を手がける政池洋佑にとっても、プライムタイムにて放送される連続ドラマの執筆は本作品が初となる。所謂「日10ドラマ」の他作品と同様に、本作品もまた原作の存在しないオリジナルの作品であり、主演の松本をイメージして当て書きしたという結婚詐欺師の主人公が、本気の婚活に乗り出し初めての恋愛に奮闘する姿が描かれる。

## あらすじ
結婚詐欺師・朝倉すみれは持ち前の美貌と技術で数々の男を騙してきた。すみれが狙う男は非合法に金を得る者が大半だった。その理由は、互いに違法行為をしているが故に結婚詐欺であったとしても通報することが出来ず、彼女へ捜査が及ばない為だった。そのことから「ミス・ターゲット」と称されていた。
ある日、すみれは結婚詐欺から足を洗い、本気の婚活を始めると宣言する。これまでの技術を武器に婚活市場に進出し、財力のある男性に狙いを付ける。
すみれは早々に詐欺師の才能を開花させたが、普通の恋愛経験は皆無だった。そんな彼女が、これまでの疑似恋愛と純粋な恋との違いに直面しつつ奮闘していく。

## キャスト

### 主要人物
朝倉すみれ（あさくら すみれ） / 奈々（なな）〈35〉
演 - 松本まりか（小学生時：落井実結子、中学生時：武上陽奈）
主人公。被害届を出されないよう非合法に金を得る者を狙い、また相手は騙されたことにすら気付かないことから「ミス・ターゲット」の通称で呼ばれる結婚詐欺師。貧乏な家に生まれたことから金に強い執着を持ち、詐欺で稼いでからも「幸せは金で買える」と考えている。詐欺から足を洗い、婚活に奮闘する。

### 村松家
村松宗春（むらまつ むねはる）
演 - 上杉柊平（幼少期：馬場應吏）
広尾の和菓子屋「和月堂」を継いだ和菓子職人。恋愛には興味がない。
村松竜太郎（むらまつ りゅうたろう）
演 - 沢村一樹
宗春の父で渋谷南警察署 知能犯係の警部補。「ミス・ターゲット」を追っている。
村松恵
演 - 小林涼子
竜太郎の妻。故人。

### すみれの仲間
玉木萌（たまき もえ）
演 - 鈴木愛理
結婚詐欺師見習い。すみれの妹分。後に株式会社「和月堂」代表取締役社長（第7話）。
馬淵弥生（まぶち やよい）
演 - 筒井真理子
元結婚詐欺師。すみれの過去を知るスナック「弥生」のママ。

### 稲垣家
稲垣謙（いながき けん）
演 - 川西賢志郎
宗春の幼なじみ。居酒屋「もつ焼き 稲垣」のオーナー。
稲垣歩美
演 - 小槙まこ
謙の妻。
稲垣由衣
演 - 田中真琴
謙の妹。宗春の元恋人。パリで修業をしているパティシエ。
稲垣陸斗
演 - 竹内優翔（第7話・最終話）
謙と歩美の息子。

### すみれの関係者
轟武蔵（とどろき むさし）
演 - 八嶋智人
闇金「ネスルファイナンス」代表。すみれの結婚詐欺に遭い、200万円騙し取られる。実家は草津にある温泉宿。
朝倉愛
演 - 白石美帆
すみれの母。生前、弥生のスナックで働いていた。
黒崎達夫
演 - 小木茂光
闇金業者。すみれの一番最初のターゲット。

### その他
権助
演 - 岩城滉一（特別出演、第2話）
和菓子屋の先代。宗春の師匠。
茶野竜
演 - 後藤剛範
轟の部下。
上野洋平
演 - 板倉武志
刑事。竜太郎の部下。
坂下昇
演 - 深澤大河
刑事。竜太郎の部下。
闇金スタッフ
演 - 宮里拓朗、宮田拓、髙山純平
轟の部下。

### ゲスト

#### 第1話
魚住（うおずみ）
演 - 肥後克広
宗春の近所の鮮魚店 オーナー。
肉山（にくやま）
演 - 寺門ジモン
宗春の近所の精肉店 オーナー。
榊原誠
演 - 久保田悠来
すみれが本気の婚活を始めて、マッチングアプリで初めて会った年収2000万の男性。
ルミ
演 - 奥山かずさ
宗春がマッチングアプリで初めて会った女性。
杉田
演 - 古川がん（第5話）
「和月堂」の常連。
杉田陸
演 - 加藤侑大（第5話）
杉田の孫。
二ノ宮健太
演 - 高田健一
すみれの詐欺のターゲット。悪徳政治家。
James Johnson
演 - Sergei V
すみれの詐欺のターゲット。違法薬物密輸販売の元締め。
大沢喜作
演 - 織田浩之介
すみれの詐欺のターゲット。会社の金を使い込んでいるテレビマン。
羽雅勇明
演 - Kevin
すみれの詐欺のターゲット。霊感商法詐欺師。
警察官
演 - 渡部純平
バッグのひったくり犯を署内で連行する制服警察官。
- 玲奈バンビーノ、伊丹英寿（第2話）、Shun（第2話）、なりた優希（第2話）

#### 第2話
灰谷
演 - 佐藤まんごろう
宗春がまだ警察官だったころ、千代田警察署小川町交番に妻の真奈美を捜してくれと行方不明者届を出しに訪れた男性。
警察官
演 - 和田亮太
灰谷真奈美を保護した警察官。実は夫のDVから妻が逃げていた。
パティシエ
演 - ロイック・ガルニエ
稲垣由衣が修行中のパリの洋菓子店の先輩パティシエ。
黒崎の部下
演 - 皆川尚義、髙谷心也

#### 第3話
アナウンサー
演 - 岩本計介、澤田有也佳（共にABCテレビアナウンサー）
テレビのモーニングショー「おはネコ」で女性が男性からお金をだまし取る「ちょうだい女子」の実態とその悪質な手口を説明している。
司会
演 - 椿鬼奴
婚活パーティー「ミラクルマッチングパーティー」の司会者。
脇坂昇平
演 - 浅利陽介（第4話）
婚活パーティ参加者。文房具の営業と称していたが、実は上場した文房具メーカー「ライトコネクション」の社長。
本城葵
演 - 工藤美桜
婚活パーティ参加者。ちょうだい女子役。宗春を狙っている。
夢乃、真夏、婚活女性
演 - 阿部なつき、湊さやか、有馬千景
婚活パーティに参加する女性。
佐藤
演 - 原田隼人
婚活パーティ参加者。趣味はサバイバルゲーム。
西本
演 - 吉川一勝
轟の闇金から金を借り、返済を迫られている男性。宗春の友人。
店員
演 - 松山傑
脇坂昇平がすみれを連れて行ったレストランの店員。

#### 第4話
フネ
演 - 柳谷ユカ（第5話）
「和月堂」の常連客。フィレンツェの孫に買ってもらったという赤い帽子を被っている。
牧野
演 - 今奈良孝行
横領で逮捕された男。奈々という女に500万円も貢いだのだが、結婚詐欺で訴える気はないという。
莉子、沙羅
演 - 北原もも（第5話）、田代すみれ（第5話）（共にOCHA NORMA）
「和月堂」前を通る女子高生。すみれの勧誘に和菓子に興味ないと言うものの、新作の和菓子は気に入る。
真奈美、千津子
演 - 寺田みなみ、森寧々
新作和菓子の試食を宗春から勧められた通行人。さっぱりしてて美味しいとの感想を述べる。

#### 第5話
担当者
演 - 中村敦
宗春が相談に赴いた大日銀行の融資担当者。断られる。
加藤
演 - 鳥居峰明
融資の相談に訪れた宗春を断った町山銀行の行員。
カップル
演 - 井上陽向大、中田陽菜子
「和月堂」に訪れたカップル。

#### 第6話
篠塚舞
演 - 今村美乃
由衣が帰国後に働いている結婚式場「AMORE VEIL SHIBUYA」のスタッフ。ブライダルフェアの件で由衣を頼る。
牧師役
演 - 鈴木淳
すみれと宗春が挙げた模擬結婚式の牧師役。

#### 第7話
記者
演 - 松長ゆり子
すみれの送検を渋谷南警察署前から伝える。
裁判長
演 - 高松克弥
すみれに懲役3年の判決を言い渡す。
店員
演 - 前田恭明
すみれが出所後に弥生と入ったラーメン屋の店員。
本田桃菜
演 - 松井花音
テレビ番組「ゆうネコ」のリポーター。広尾で話題沸騰「和月堂」の人気商品「月の花」と和菓子王子となった宗春のことを伝える。
笹部
演 - 竹林文雄
「和月堂」が新たに雇った和菓子職人。
青木
演 - 岩永ひひお
「月の花」の販売を予定しているコンビニチェーン社長。
羽丸
演 - プリティ望
すみれが包装作業の講習を受けている工場の工場長。
大和田
演 - 春海四方
すみれがヘルプで行くことになった「和月堂」工場の責任者。
沼津好美、島村紀子
演 - 佐藤真弓、西山水木
「和月堂」工場の従業員。

#### 第8話
福徳優馬
演 - 石山順征
「和月堂」で接客に励むイケメンのアルバイト。
医師
演 - 荒川浩平
宗春が救急搬送された病院で手術を担当した医師。
服部
演 - 川守田政人
スナック「弥生」の客。

#### 最終話
係員
演 - 松木研也
草津温泉行き高速バスの係員。
客
演 - ダンディ坂野
スナック「やよい」の客。

## スタッフ
- 脚本 - 政池洋佑[1]
- 音楽 - 富貴晴美[51]
- 主題歌 - 家入レオ「ワルツ」[52]
- 演出 - 植田尚、日暮謙、近藤幸子[4]
- プロデューサー - 山崎宏太、南雄大、山本喜彦、神通勉、小路美智子（MMJ）[51]
- 和菓子監修指導 - 松戸淳一[53]
- ロゴ・イラスト - 木村耕太郎
- ビジュアル - 寺内暁
- 制作協力 - MMJ[51]
- 制作 - 朝日放送テレビ[51]

## 放送日程
| 放送回                                                                      | 放送日  | サブタイトル           | 演出     | 視聴率 |
| --------------------------------------------------------------------------- | ------- | ---------------------- | -------- | ------ |
| 1                                                                           | 4月21日 | 結婚詐欺師、婚活する   | 植田尚   | 3.6%   |
| 2                                                                           | 4月28日 | 結婚詐欺師の初デート   | 植田尚   | 3.8%   |
| 3                                                                           | 5月05日 | 結婚詐欺師のガチ婚活   | 日暮謙   | 4.0%   |
| 4                                                                           | 5月12日 | 結婚詐欺師の職場恋愛   | 日暮謙   | 4.0%   |
| 5                                                                           | 5月19日 | 結婚詐欺師、本気を出す | 植田尚   | 3.7%   |
| 6                                                                           | 5月26日 | 結婚詐欺師、愛を誓う   | 植田尚   | 3.3%   |
| 7                                                                           | 6月02日 | 結婚詐欺師、第二章へ   | 日暮謙   | 3.9%   |
| 8                                                                           | 6月09日 | 元結婚詐欺師VS元弟子   | 近藤幸子 | 3.9%   |
| 9                                                                           | 6月16日 | 元結婚詐欺師、愛する   | 日暮謙   | 3.8%   |
| 平均視聴率 3.8%（視聴率はビデオリサーチ調べ、関東地区・世帯・リアルタイム） |         |                        |          |        |